# Makrilákkoma
Makrilákkoma är ett berg i Grekland.   Det ligger i regionen Peloponnesos, i den södra delen av landet, 190 km sydväst om huvudstaden Aten. Toppen på Makrilákkoma är 793 meter över havet.
Terrängen runt Makrilákkoma är huvudsakligen kuperad, men söderut är den bergig. Havet är nära Makrilákkoma västerut. Runt Makrilákkoma är det glesbefolkat, med 14 invånare per kvadratkilometer. Närmaste större samhälle är Gýtheio, 16,4 km nordost om Makrilákkoma. 